# Hans Paeschke
Hans Karl Hermann Paeschke (* 30. September 1911 in Berlin; † 5. Oktober 1991 in München) war ein deutscher Journalist.

## Leben
Paeschke studierte von 1930 bis 1936 Rechtswissenschaften in Berlin, Genf und Paris; er studierte auch Philosophie und Literaturwissenschaft. Zwischen 1932 und 1934 war er als Sekretär der „Deutsch-Französischen Gesellschaft“ tätig; er rühmte sich seiner Kontakte zu Paul Valéry und André Gide. Seit 1936 publizierte er Film- und Literaturkritiken sowie Essays vor allem in der Wochenschrift Deutsche Zukunft unter Fritz Klein. Von 1939 bis 1944 war er Chefredakteur der von Peter Suhrkamp herausgegebenen Zeitschrift Die Neue Rundschau. Paeschke hatte Verbindungen zum Widerstand gegen den Nationalsozialismus.
1946/47 gab Paeschke zusammen mit dem vormaligen Pariser NS-Kultur-Spitzenfunktionär Gerhard Heller in Baden-Baden die Zeitschrift Lancelot. Der Bote aus Frankreich heraus. Zur Zeitschrift gehörte ein gleichnamiger Verlag mit Sitz in Neuwied, in dem Paeschke 1949 als Übersetzer eine Broschüre mit dem Titel Descartes 1649 – Aragon 1946. Die Geburt des Friedens publizierte. Seit 1947 war er Mitglied im Präsidium des „Südwestdeutschen Kulturrings“. 1947 gründete er mit Joachim Moras am Sitz der Militärverwaltung der französischen Zone in Baden-Baden die Zeitschrift Merkur, die er als Chefredakteur bis 1978 leitete.

## Familie
Paeschke war seit 1946 mit Taissia Alexandrowna Freiin von Falz-Fein verheiratet (1911 Nizza – 1988 München).

## Auszeichnungen
- Ehrengabe der Bayerischen Akademie der Schönen Künste (1970)
- Bundesverdienstkreuz I. Klasse (1973)
- Theodor-Heuss-Medaille (1978)
- Mitglied der Deutschen Akademie für Sprache und Dichtung (1976)

## Werke
- Rudolf Kassner, Neske, Pfullingen 1963.
- Hrsg. mit Joachim Moras, unter Mitwirkung v. Wolfgang v. Einsiedel: Deutscher Geist zwischen gestern und morgen. Bilanz der kulturellen Entwicklung seit 1945, Deutsche Verlags-Anstalt, Stuttgart 1954.
- Übers.: Die Geburt des Friedens: Descartes 1649 – Aragon 1946, Lancelot-Verlag, Neuwied 1949.